# ماتئو اسکوزارلا
ماتئو اسکوزارلا (انگلیسی: Matteo Scozzarella؛ زادهٔ ۵ ژوئن ۱۹۸۸) بازیکن فوتبال اهل ایتالیا است.
از باشگاه‌هایی که در آن بازی کرده‌است می‌توان به باشگاه فوتبال اسپتزیا، باشگاه فوتبال تراپانی، باشگاه فوتبال پارما، باشگاه فوتبال آتالانتا، باشگاه فوتبال یووه استابیا، و باشگاه فوتبال ترنانا اشاره کرد.